# Стойчо Младенов-младши
Стойчо Стойчев Младенов, или Стойчо Младенов-младши, е бивш български футболист, полузащитник, треньор.

## Професионална кариера
Юноша на ЦСКА, играе като атакуващ полузащитник и нападател, дебютира за ЦСКА през сезон 2002/03 като по този начин става шампион на България за този сезон. Започва и следващия сезон в ЦСКА, след което е изпратен под наем в Конелиано Герман. След това в началото на 2005 изкарва проби в португалските Ещорил и Порто, а също така и в Левски Спартак, който е дублиращ тим на Левски, за да подпише в крайна сметка с Локомотив Мездра през 2005. Следват Андруцос Гърция през 2006, Нафтекс Бургас през 2006, Вихрен Сандански през 2007, Миньор Перник през 2007, Академик София от 2008 до 2009, Спортист Своге от 2009 до 2010, Берое Стара Загора от 2010 до 2011, Етър Велико Търново през 2011, Локомотив София през 2012, Оборище Панагюрище през 2013.
Започва да работи в ДЮШ на ЦСКА през 2012. Асистент треньор на ЦСКА от 2013 до 2015. Работи като помощник треньор в отборите на Ал Итихад Египет през 2015, Атирау Казахстан през 2016, Кайсар Казахстан от 2017 като печели купата на Казахстан през 2019.
Син на легендата на ЦСКА - Стойчо Младенов и брат на играча на ЦСКА - Александър Младенов.